# Lilli Carati's Dream
Lilli Carati's Dream è un film del 1987 diretto da Giorgio Grand, con protagonista Lilli Carati.
Onirico e unico per l'epoca, è l'ultimo film dell'attrice prima della decisione di dedicarsi esclusivamente al cinema hard (solo nel 2015 apparirà nuovamente in una pellicola tradizionale, Violent Shit: The Movie, pubblicata postuma).

## Trama
Lilli sogna una serie di incontri amorosi: in uno, con una parrucca bionda, seduce un uomo per telefono, in un altro ha un rapporto con una donna e in un altro ancora, a casa con Mario, gli dedica uno spogliarello sulle note di You Can Leave Your Hat On, richiamando quindi la celebre scena di 9 settimane e ½ con protagonisti Mickey Rourke e Kim Basinger.
Inizia con la protagonista che si alza dal letto, e si conclude con lei che va a dormire, facendo presupporre che il tutto si svolga nell'arco di una giornata.

## Accoglienza
Film di medio costo, non raggiunse il successo sperato, fallendo, seppur di poco, l'ingresso nelle 150 pellicole più viste della stagione. Tuttavia, riuscì ad ottenere una discreta fama tra la fine degli anni '90 e l'inizio dei 2000, attraverso le videocassette.